# اتو گوتلیب
اتو گوتلیب (انگلیسی: Otto Gottlieb; ۳۱ اوت ۱۹۲۰ – ۱۹ ژوئن ۲۰۱۱) دانشمند در زمینه شیمی اهل برزیل متولد چکسلواکی بود.

## زندگی
وی در سال ۱۹۹۹ برای مطالعات در مورد ساختار شیمیایی گیاهان، به عنوان جایزه نوبل شیمی معرفی شد.
کار وی نشانگر تنوع زیستی فلور برزیل و ترویج رشد فیتوشیمیایی در این کشور است. در سال ۱۹۷۷ او جایزه Fritz Feigl را دریافت کرد، که در همان سال توسط شورای منطقه ای شیمی ایجاد شد بود.
اوتو در سن ۲۱ سالگی تابعیت برزیل را برگزید و از دانشگاه برزیل در رشته شیمی فارغ‌التحصیل شد که امروزه با عنوان دانشگاه فدرال ریو دوژانیرو - UFRJ) شناخته می‌شود.